# Corbeta Uruguay

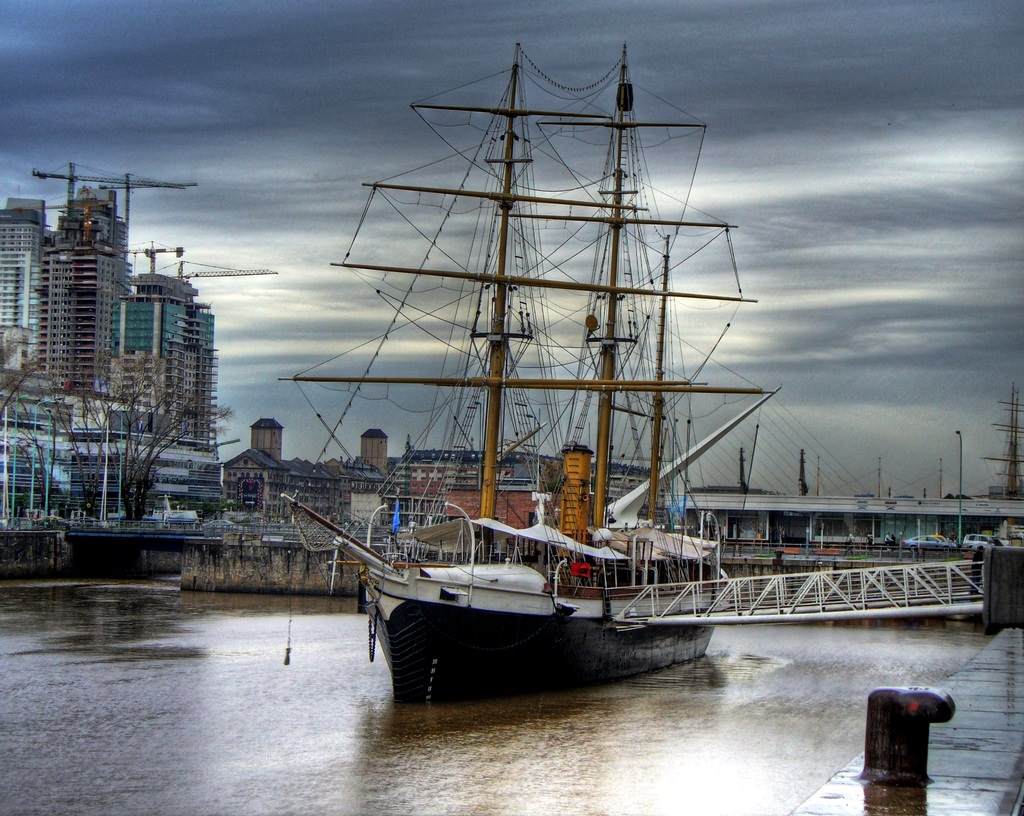
O veleiro Corbeta Uruguay, incorporado à marinha argentina em 1874, e que provavelmente deu o nome ao posto militar.

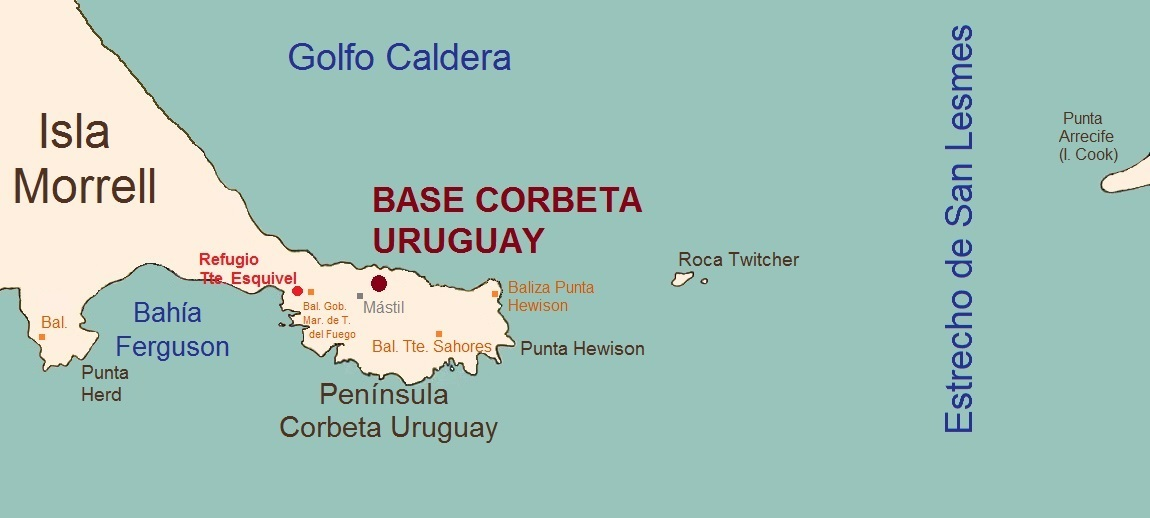
Mapa em espanhol. Isla Morrell é Thule Island

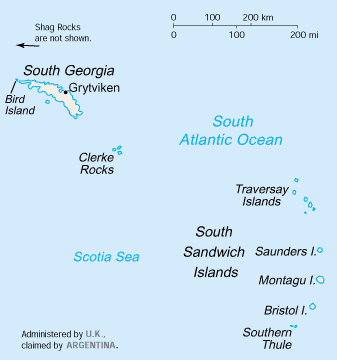
Mapa da CIA da Geórgia do Sul e das Ilhas Sandwich do Sul, grupo Thule do Sul estão no canto inferior direito

Corbeta Uruguay foi um posto militar argentino, fixado em novembro de 1976 na ilha britânica de Thule (Morrell), a qual faz parte do agrupamento de ilhas Thule do Sul, localizadas no arquipélago formado pelas ilhas Sandwich do Sul. A construção da base se deu por ordem do governo argentino, preocupado em proteger este território contra eventuais reivindicações de posse por parte da Inglaterra.

## História
Antes, em janeiro de 1955, a Argentina havia estabelecido a estação de verão, Teniente Esquivel, na Baía de Ferguson, na costa sudeste. Essa estação foi evacuada em janeiro de 1956 por causa de uma erupção vulcânica na vizinha Ilha Cook.
A base Corbeta Uruguay foi criada em 1976 pela ditadura militar que governava a Argentina para reforçar as reivindicações territoriais argentinas sobre o território britânico no Atlântico Sul. O governo britânico tomou conhecimento da base em dezembro de 1976, mas buscou uma solução diplomática para a questão até 1982.
No início da Guerra das Malvinas, 32 tropas de forças especiais de Corbeta Uruguay foram trazidas para a Geórgia do Sul pelo navio da Marinha Argentina Bahía Paraíso e desembarcaram no Porto de Leith em 25 de março de 1982.
O Corbeta Uruguay permaneceu tripulado por pessoal argentino até 20 de junho de 1982, quando as forças britânicas enviaram uma força-tarefa para acabar com a presença argentina, após a vitória sobre a Argentina na Guerra das Malvinas. Depois que a guarnição em Corbeta Uruguay se rendeu, a instalação foi deixada sem tripulação. Em dezembro de 1982, foi demolido pela Marinha Real depois que um navio de guerra de patrulha, HMS Hecate, descobriu que alguém havia retirado a bandeira da União do mastro da base e executado a bandeira da Argentina.
A base recebeu o nome da corveta argentina ARA Uruguay, que resgatou Otto Nordenskjöld e sua tripulação em 1903 na Península Antártica, perto da atual Base Esperanza. Esse navio é agora um museu flutuante, permanentemente atracado em Puerto Madero, Buenos Aires.